# 1983 في المغرب
الأحداث في العام 1983 في المغرب.

## الحكم
- الملك: الحسن الثاني
- رئيس الحكومة: المعطي بوعبيد
- وزير الداخلية: إدريس البصري

## الأحداث
- تأسست جماعة العدل والإحسان سنة 1983م وفق مقتضيات القانون المغربي، أسسها الإمام عبد السلام ياسين رحمه الله[1]
- 10 يونيو 1983: الانتخابات الجماعية
- تأسست سنة 1983 صحيفة الاتحاد الاشتراكي (نُشرت الاتحاد الاشتراكي لأول مرة في أيار/مايو 1983.وذلك بعدما تم غلق جريدة المحرر في حزيران/ يونيو في سنة 1981).
- ابتداء من سنة 1983 فقد أظهر البنك الدولي دوره في مشهد الاقتصاد المغربي، إذ إنه وجه أصابع النقد ضد سياسة السلطات العمومية...أصبح المغرب سنة 1983 عاجزا عن الاستيراد، رغم المساعدات الضخمة غير المحددة التي كان يتلقاها من العربية السعودية، وبعض دول الخليج الأخرى. إذاً، انطلاقا من تلك السنة لجأ إلى طريقة المعالجة بالصدمة، حتى إن حالة التوقف عن الأداء في منتصف السنة نفسها زادت من حدة سياسة التقشف وسياسة التقويم. ومنذ ذلك الحين ستتخذ الحكومة عدة إجراءات تتمثل في التخفيض من الحقوق الجمركية، وفرض رسوم على الاستيراد، ومراجعة اللوائح، وفرض الضرائب، بما فيها الضريبة على القيمة المضافة

## الرياضة
- فاز نادي المغرب الفاسي بـالدوري المغربي لكرة القدم 1982–83.
- فاز نادي الرجاء البيضاوي بــ كأس العرش 1983.

## كتب
- كتاب: «أيلان أو ليل الحكي» - المؤلف: إدمون عمران المالح.
- كتاب: «المعركة الكبرى» - المؤلف: علي الصقلي.
- كتاب: «حول رواية المعركة الكبرى» - المؤلف: علي الصقلي.
- كتاب: «المصادر العربية لتاريخ المغرب. من الفتح الإسلامي إلى نهاية العصر الحديث» - تأليف : محمد المنوني.

## أفلام
- بامو (فيلم) - من إخراج: إدريس المريني.

## مواليد
- ميساء مغربي – ممثلة مغربية.
- جيهان سملال – رياضية كانو-كاياك مغربية فرنسية.
- عمر لطفي – ممثل مغربي.
- دون بيغ – مغني راب مغربي.
- وئام الدحماني – مذيعة وممثلة ومغنية ومدونة مغربية.
- مرجانة العلوي – ممثلة مغربية.

## وفيات
- عبد الله بن محمد الخامس – (48 سنة) – أمير علوي شقيق الملك الحسن الثاني.
- أحمد الدليمي – (52 سنة) – جنرال مغربي في عهد الملك الحسن الثاني اغتيل في مراكش.

1. ↑  "بوابة العدل والإحسان: الموقع الرسمي". بوابة العدل والإحسان: الموقع الرسمي. مؤرشف من الأصل في 2023-01-01. اطلع عليه بتاريخ 2023-01-27.